# Шантарин, Григорий Егорович
Григорий Егорович Шантарин (1880 год, Бараба, Камышловский уезд, Пермская губерния, Российская империя — 9 января 1961 год, там же) — Герой Социалистического Труда (1947), звеньевой колхоза «Авангард» Богдановичского района Свердловской области.

## Биография
Родился в 1880 году в деревне Бараба Пермской губернии (ныне — Богдановичский район Свердловской области) в крестьянской семье.
Работал звеньевым в колхозе «Авангард».
За 1946 год звеном Г. Е. Шантарина был получен урожай пшеницы в 27 центнеров с гектара с площади 72 гектара, из которых на площади 8 гектаров по 30 центнеров. За это был удостоен звание Герой Социалистического Труда.
Скончался 9 января 1961 года в деревне Бараба, похоронен на деревенском кладбище.
Семья
Григорий Егорович был женат.

## Награды
За свои достижения был награждён:
- 19.03.1947 — звание Герой Социалистического Труда с вручением золотой медали Серп и Молот и ордена Ленина «за получение высоких урожаев в 1946 году».